# Upsalonsaari
Upsalonsaari är en ö i Finland. Den ligger i sjön Pusonjärvi och i kommunen Kontiolax i den ekonomiska regionen  Joensuu ekonomiska region  och landskapet Norra Karelen, i den sydöstra delen av landet, 400 km nordost om huvudstaden Helsingfors. Öns area är 1 hektar och dess största längd är 220 meter i sydöst-nordvästlig riktning.